# Pianola
La pianola, detta anche autopiano o  pianoforte meccanico, è uno strumento musicale meccanico che, grazie a meccanismi pneumatici o elettromeccanici, suona automaticamente. Tali meccanismi sono pre-programmati con schede perforate di carta, o più raramente di metallo.
Nei modelli con implementazioni moderne viene usato il MIDI oppure Floppy disk e Compact disc. La nascita del pianoforte meccanico fu legata alla diffusione di massa del pianoforte ad uso domestico tra il XIX ed il XX secolo. Il picco di vendite fu nel 1924, anno in cui iniziò il declino di questo strumento, anche a causa della diffusione delle registrazioni su fonografo e dello sviluppo di nuove tecniche di registrazione elettrica negli anni Venti. L'avvento della radio e la crisi del '29 ne decretarono il declino.

## Storia
Il nome pianola deriva da una marca della Aeolian Company di New York City. In Germania la Ditta Hupfeld di Lipsia produsse un sistema simile, chiamato Phonola. Le prime pianole furono prototipi: non avevano alcun sistema tecnico nella tastiera, ma suonavano con dita in legno imbottite su un pianoforte verticale, o pianoforte a coda, posatovi di fronte.
Il suonatore di pianola è colui che suona la pianola manualmente.

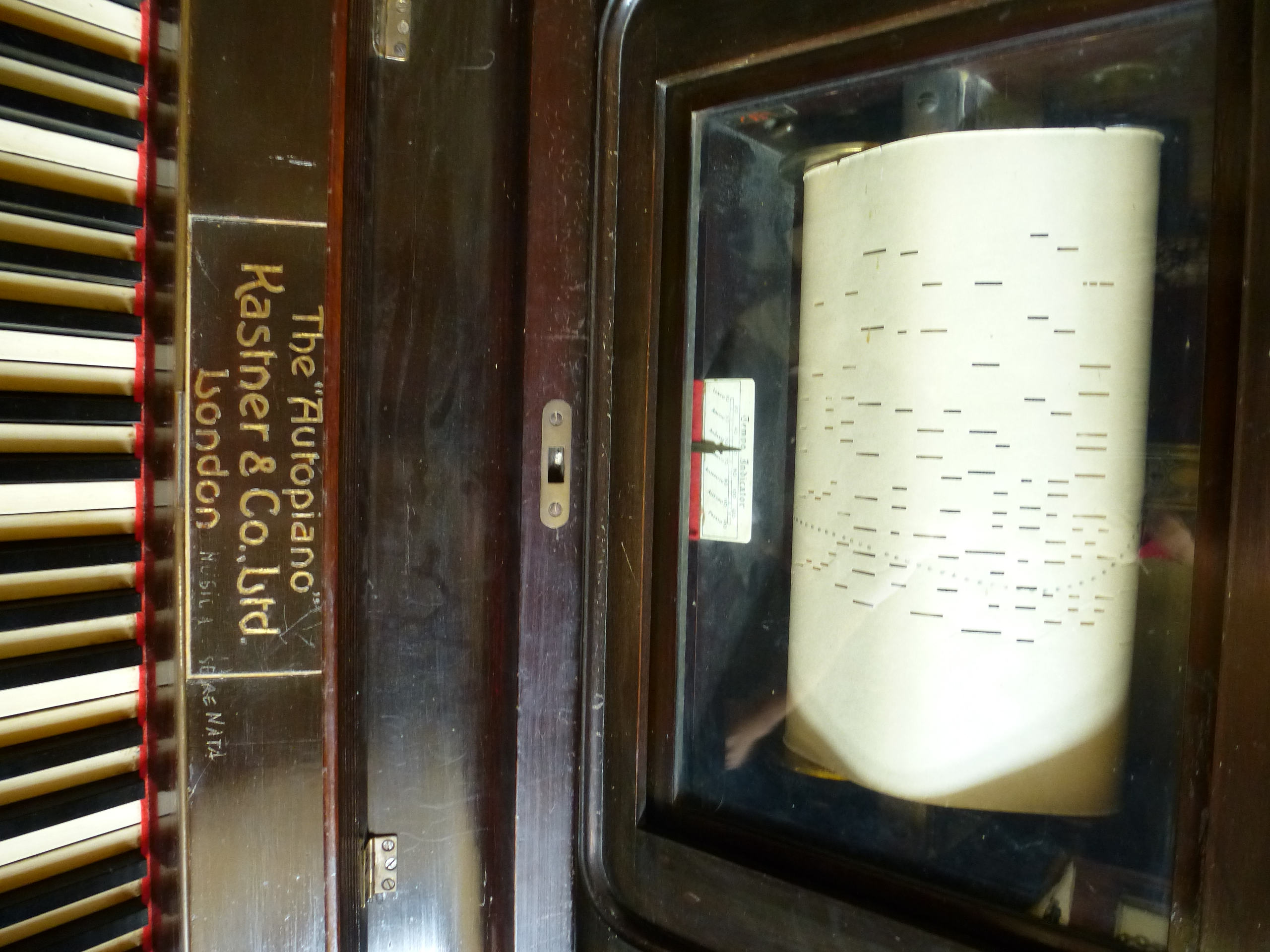
Particolare di un autopiano Kastner&Co.

 Più tardi apparvero anche autopiani il cui sistema meccanico venne montato in un normale pianoforte. Nella foto ne è visibile la parte interna. Le corde vengono suonate tramite i martelletti azionati però pneumaticamente.

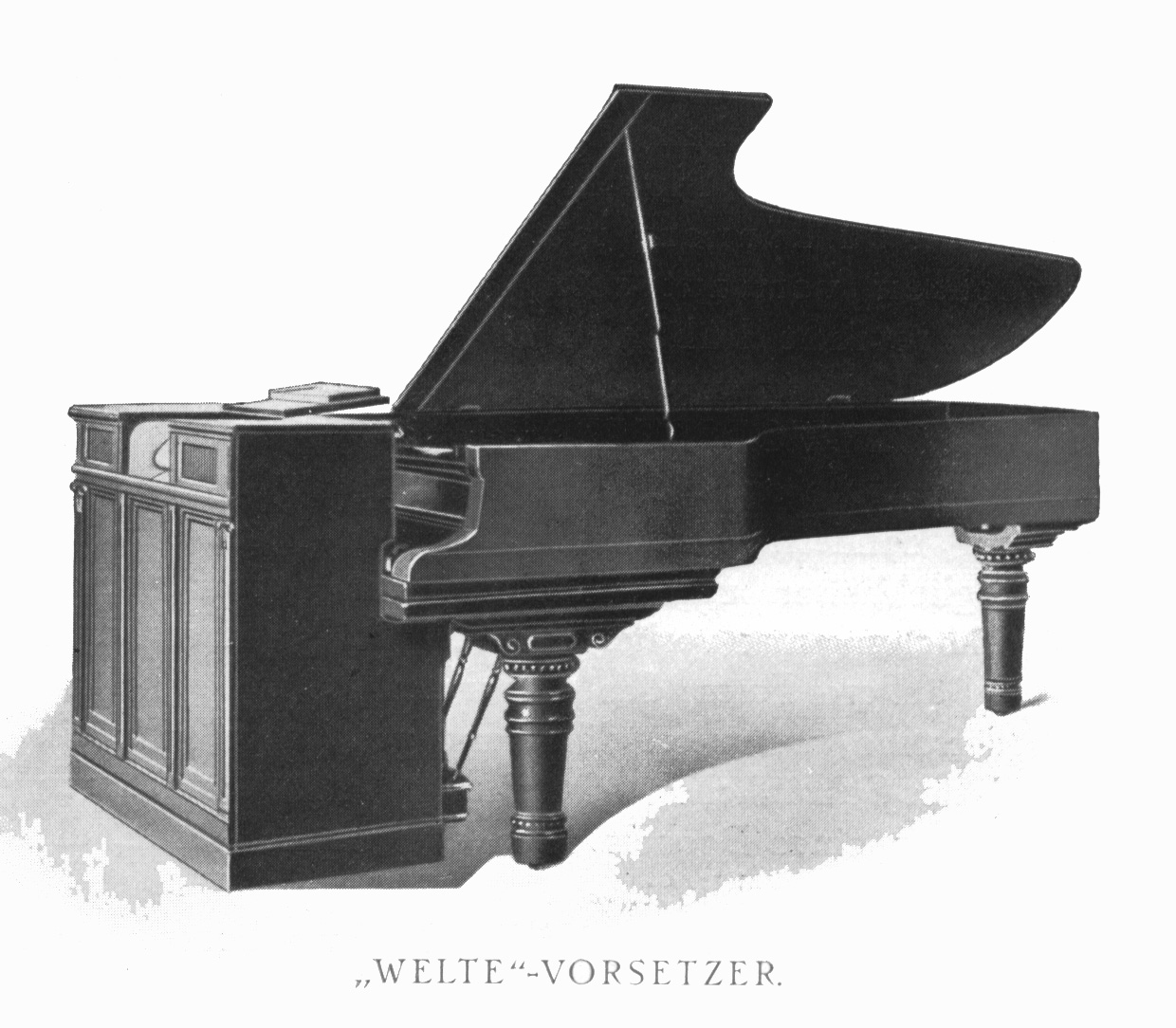
Vorsetzer, Welte-Mignon, ca. 1906

Questo apparecchio, introdotto nello strumento musicale, riproduceva brani musicali preparati su strisce di carta perforata (rulli cartacei per le note). Nella lingua tedesca si usa spesso definire tali pianoforti meccanici Treter (pedali). Nei modelli più perfezionati, indicava oltre alle note anche dinamiche, variazioni di tempo e perfino di timbro. La preparazione del rullo era effettuata su un pianoforte particolare suonato da un professionista. Riproducendo a posteriori l'esecuzione di un autentico pianista, gli autopiani si possono considerare i precursori della registrazione su matrice che avrebbe dato adito alla nascita e diffusione del grammofono. Grazie ai rulli e agli autopiani a noi pervenuti, dove sono rimaste immortalate le loro "performance", possiamo oggi ascoltare il modo di suonare di musicisti come Debussy, Stravinskij e Ravel, ma soprattutto di George Gershwin.
In questi strumenti l'aria aspirante veniva prodotta mediante due pedali, simili a quelli dell'armonium; più tardi invece venne prodotta da un motore elettrico. In questo caso si parla di pianoforte elettrico, in inglese da pianola a piano.

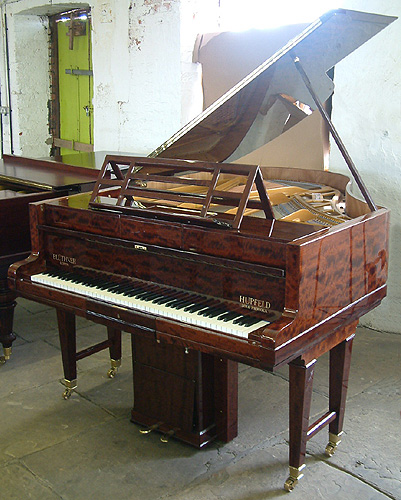
Phonola Blüthner a coda

Un altro modello più sviluppato di pianoforte automatico è il pianoforte meccanico automatico (Kunstspielklavier) e il pianoforte di riproduzione Welte-Mignon. A livello mondiale furono prodotti fino al 1930 più di due milioni di strumenti meccanici automatici e prototipi.
Dal 1926 questi strumenti trovarono sul mercato una concorrenza spietata a causa dei nuovi giradischi elettrici e della radio, molto più economici nella produzione e notevolmente più piccoli. Dal 1930 iniziò una forte crisi economica a livello mondiale nell'industria degli strumenti musicali meccanici, durante la quale solo poche aziende riuscirono a sopravvivere.
La prima pianola fu costruita nel 1895 da Edwin S. Votey a Detroit. Non si può considerare la pianola come sua invenzione, ma indiscutibile è il suo contributo per avere impiegato in modo ingegnoso numerose tecniche presenti nella costruzione del primo pianoforte meccanico. Votey fu ingaggiato dalla Aeolian Company che nel 1897 commercializzò questo strumento negli Stati Uniti e in Europa.
Esiste un esemplare di pianola anteriore costruita da Celestino Guerra,  Libertad ancora oggi perfettamente funzionante. Sullo strumento sono incise tre medaglie con la data 1895: una per l'Exposicion Espanola de Londres, una per l'Esposizione Permanente Partenopea e una per quella delle Scienze di Bruxelles. Forse, quest'ultimo è l'esemplare più antico di pianola.
Numerosi compositori hanno scritto brani musicali per pianoforti automatici, ad esempio Igor' Stravinskij e Alfredo Casella per la pianola; Paul Hindemith ed Ernst Toch per il pianoforte automatico Welte-Mignon. Esiste un arrangiamento della versione di Shepherd Hey per pianola di Percy Grainger. Nel luglio del 1927 George Antheil fece un arrangiamento della 1ª parte del suo Ballet mécanique per Welte-Mignon. Il compositore Conlon Nancarrow si dedicò quasi esclusivamente a brani per player-piano (pianoforte meccanico).